# موسى الشمري
'موسى سلمان الشمري من مواليد 15 مايو 1986 لاعب كرة قدم سعودي سابق.
كان في فريق العروبة كان من الفئات السنة إلى الفريق الأول
وانتقل إلى نادي الرائد في تاريخ يوليو 2009 وقد سجل مع فريق الرائد في الموسم السابق 8 اهداف في مسابقتين مسابقة دوري زين للمحترفين ومسابقة كاس الأمير فيصل بن فهد وينافس على لقب هداف دوري زين للمحترفين بتسجيله 7اهداف، انتقل في تاريخ أغسطس 2013 إلى العروبة. وفي يناير من عام 2015 وقع عقد احترافي مع نادي الشباب السعودي ولعب معهم لمدة موسم ونصف وفي عام 2016 وقع مع نادي التعاون ولعب معهم موسم وبعدها عاد إلى نادي العروبة واعتزل مطلع عام 2022.

## وصلات خارجية
- موسى الشمري على موقع Soccerway.com (الإنجليزية)